# Центральний науково-дослідний геологорозвідувальний інститут кольорових та благородних металів
55°36′48″ пн. ш. 37°36′46″ сх. д. / 55.613261° пн. ш. 37.612746° сх. д.
Центральний науково-дослідний геологорозвідувальний інститут кольорових та благородних металів (ФДБУ ЦНІГРІ) — геологічний науковий центр СРСР та Російської Федерації, організований у 1935 році (НІГРІ) з розвідки запасів золота та благородних металів.
Офіційні назви за роком перейменування чи перепідпорядкування:
- 1935 — НДГРІ відділ тресту «Золоторозвідка» «Главзолото» Наркомважпрому СРСР
- 1936 — Науково-дослідний геологорозвідувальний інститут (НДГРІЗолото) тресту «Золоторозвідка» «Главзолото» Наркомважпрому СРСР
- 1938 — НІГРІЗолото «Главзолото» Наркомважпрому СРСР
- 1939 — НІГРІЗолото «Главгеології» Наркомкольормета СРСР
- 1941 — Науково-дослідний гірничо-розвідувальний інститут золота (НДГРІЗолото) «Главзолото» Наркомкольормету СРСР
- 1946 — НІГРІЗолото Міністерства внутрішніх справ СРСР
- 1953 — НІГРІЗолото Міністерства металургії СРСР
- 1954 — НІГРІЗолото Міністерства кольорової металургії СРСР
- 1957 — Центральний науково-дослідний гірничо-розвідувальний інститут кольорових, рідкісних і благородних металів (ЦНІГРІ) Держплану РРФСР
- 1958 — ЦНІГРІ «Головгеологія» при Раді Міністрів РРФСР
- 1963 — ЦНІГРІ Державного геологічного комітету СРСР
- 1965 — ЦНІГРІ Міністерства геології СРСР
- 1972 — Центральний науково-дослідний геологорозвідувальний інститут кольорових і благородних металів (ЦНІГРІ) Міністерства геології СРСР
- 1991 — ЦНІГРІ Державного комітету РРФСР з геології та використання надр (Держкомгеологія РРФСР)
- 1992 — ЦНІГРІ Комітету Російської Федерації з геології та використання надр (Роскомнадра)
- 1996 — ЦНІГРІ Міністерства природних ресурсів Російської Федерації
- 1999 — Федеральне державне унітарне підприємство «Центральний науково-дослідний геологорозвідувальний інститут кольорових і благородних металів» (ФГУП ЦНИГРИ), Міністерства природних ресурсів РФ
- 2005 — ФГУП ЦНІГРІ Федерального агентства з надрокористування Міністерства природних ресурсів РФ
- 2008 — ФГУП ЦНІГРІ Федерального агентства з надрокористування Міністерства природних ресурсів та екології РФ